# Przywilej jedlneńsko-krakowski
Przywilej jedlneńsko-krakowski – przywilej szlachecki nadany przez Władysława Jagiełłę w zamian za obietnicę szlachty polskiej, że jego syn Władysław III Warneńczyk zasiądzie na tronie polskim i przedłuży panowanie dynastii Jagiellonów w Polsce.
Treść przywileju została sformułowana w Brześciu Kujawskim w 1425 roku. Nadanie przywileju nastąpiło w Jedlni w 1430 roku, a w 1433 roku w Krakowie nastąpiło jego potwierdzenie.
Przywilej ten gwarantował szlachcie:
- nienaruszalność osobistą przez króla i jego urzędników bez prawomocnego wyroku sądowego.
- Król zobowiązał się, że neminem captivabimus nisi iure victum (nikogo nie uwięzimy bez wyroku sądowego).
- Ponadto przywilej nadawał szlachcicowi wyłączne prawo do zostania dostojnikiem kościelnym.

Król przyrzekał również zrównanie wszystkich ziem Królestwa łącznie z ziemią ruską według jednego prawa i kodeksu. Był to przełom w traktowaniu prawosławnych poddanych-szlachty (jedynym ograniczeniem był utrzymany, ale tylko do końca życia starego króla – Władysława Jagiełły, obowiązek płacenia przez szlachtę ruską specjalnego podatku w owsie). Zrównanie to nie dotyczyło prawosławnej szlachty na Litwie.
W Anglii podobny akt prawny, gwarantujący wolność Habeas Corpus Act, uchwalono dopiero w 1679 roku.